# Łukasz Skorupski
Łukasz Skorupski (* 5. května 1991, Zabrze, Polsko) je polský fotbalový brankář a reprezentant, který je v současné době hráčem klubu AS Řím na hostování v Empoli FC.

## Klubová kariéra
Skorupski hrál v Polsku v klubu Górnik Zabrze v mládežnických týmech a poté i v A-mužstvu. Na jaře 2011 hostoval v klubu Ruch Radzionków. V červenci 2013 přestoupil za 1 milion eur do italského AS Řím, kde podepsal čtyřletou smlouvu. Před sezónou 2015/16 byl zapůjčen na dvouleté hostování do italského klubu Empoli FC.

## Reprezentační kariéra
Reprezentoval Polsko v mládežnických výběrech U20 a U21.
14. prosince 2012 debutoval v A-mužstvu Polska pod trenérem Waldemarem Fornalikem v tureckém městě Antalya v přátelském zápase s Makedonií, utkání skončilo vítězstvím polského národního týmu 4:1.